# Viaduc de la Grenette
Le viaduc de la Grenette est un pont ferroviaire français franchissant la Grenette à La Roche-sur-Grane, dans la Drôme. Long de 947 mètres, ce pont en poutre-caisson, mis en service en 2001, porte la LGV Méditerranée. Il est prolongé, immédiatement au sud-sud-est, par le tunnel de Tartaiguille.